# Kapelle Hingen (Karken)
Koordinaten: 51° 6′ 46″ N, 6° 3′ 43″ O
Die Kapelle Hingen befindet sich im Ortsteil Karken der Stadt Heinsberg in Nordrhein-Westfalen.

## Lage
Die Kapelle steht an der Straße am Heiligenhaus im Ortsteil Karken-Hingen. Sie steht am Ortsrand in freier Lage.

## Geschichte
An der Stelle, wo heute die Kapelle steht, hat bis 1850 ein Heiligenhäuschen gestanden. Zu welcher Zeit diese Kapelle erbaut wurde, ist nicht bekannt. Aus dem Jahr 1927 wird berichtet, dass an dieser Stelle seit mehreren Jahren ein Kruzifix stand. Die Nachbarschaften aus Hingen und Winkel haben 1957 beschlossen eine neue Kapelle zu bauen. Die Bauplanung lag in der Hand von Heinrich Nacken. Bei den Bauarbeiten wurden die alten Fundamente freigelegt und darauf die neue Kapelle errichtet. Am Pfingstsonntag, dem 17. Mai 1959, wurde sie mit einer feierlichen Andacht von Pfarrer Rudolf Vitus eingeweiht.

## Architektur
Die Kapelle ist ein kleiner Backsteinbau mit einem Spitzbogen unter einem heruntergezogenen, verschieferten Satteldach. Die Eingangsseite ist mit Holzfenster versehen, die Türe ist mittig angebracht. Auf dem Vorplatz lädt eine Sitzbank zum Verweilen ein. Die Kapelle ist innen verputzt und weiß gestrichen. Rechts und links neben dem Altar befinden sich zwei kreisrunde Fenster. 1986 wurde die Kapelle durch den Kapellenverein restauriert.

## Ausstattung
- In der Kapelle sind ein Altar, ein Kruzifix, zwei Heiligenfiguren, Kerzen, Blumenschmuck und übliche Kapelleneinrichtung vorhanden.
- Ehrentafel mit den Namen der gefallenen und vermissten Soldaten des Krieges 1939-1945 von Hingen und Winkel.
- Die Rundfenster am Altar und die Eingangsseite sind mit Buntverglasung versehen.

## Galerie

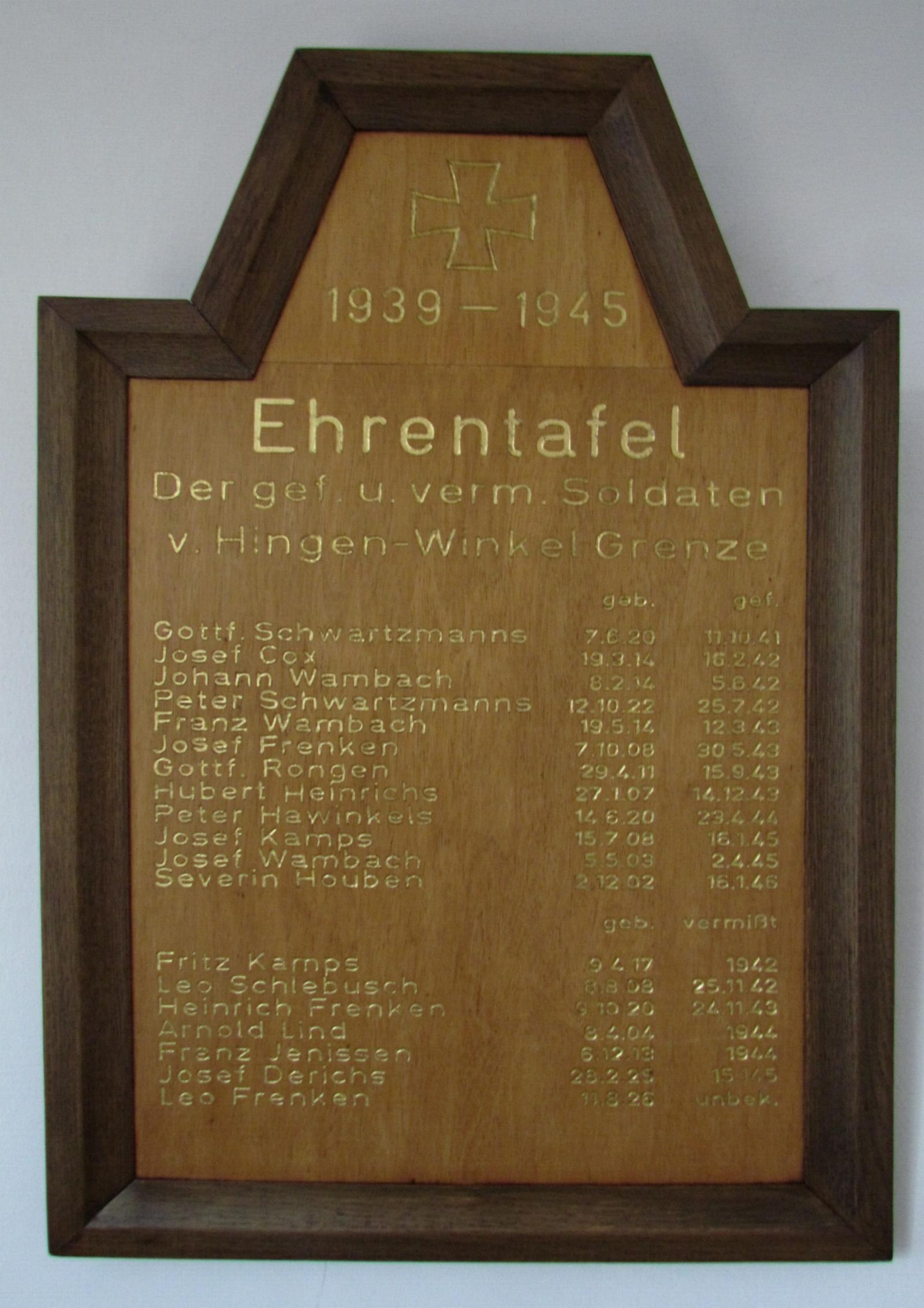
Ehrentafel
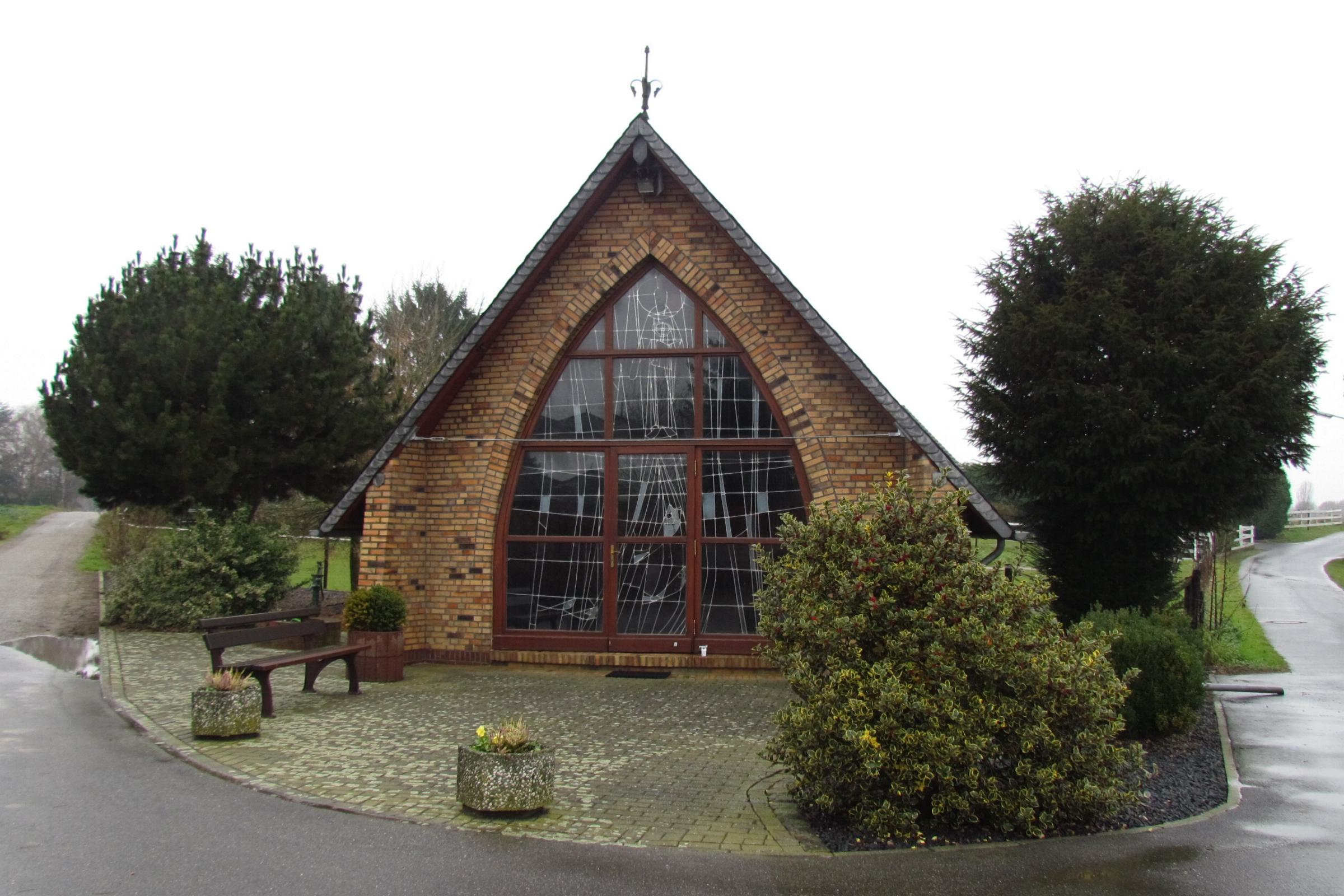
Kapellenansicht
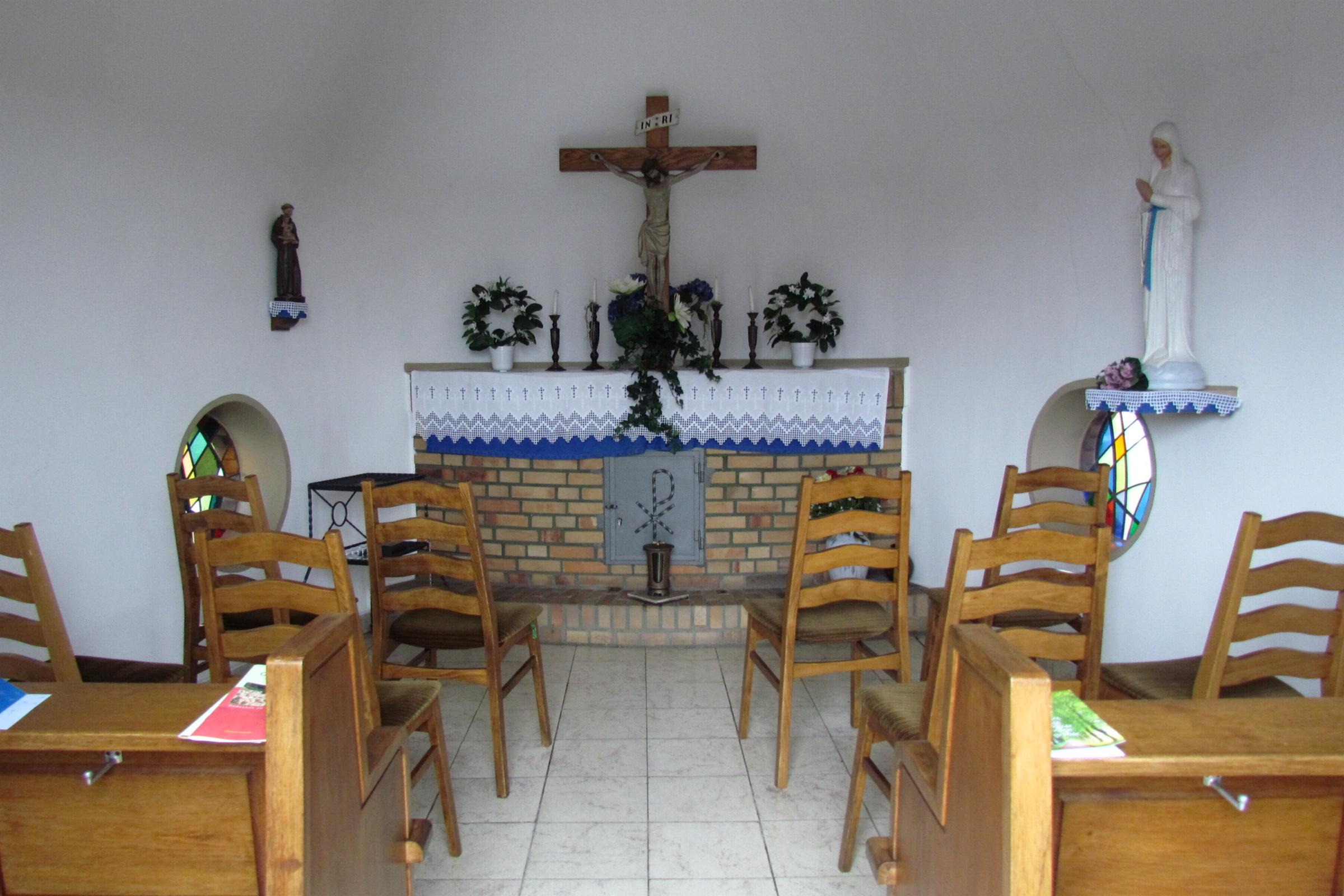
Innenansicht